# Macedonia na Letnich Igrzyskach Olimpijskich 2004
Macedonię na Letnich Igrzyskach Olimpijskich 2004 reprezentowało 10 zawodników, w tym 3 kobiety. Najmłodszym zawodnikiem była Wesna Stojanowska (19 lat). Najstarszym zawodnikiem był Łazar Popowski (30 lat). Był to 3. start reprezentacji Macedonii na letnich igrzyskach olimpijskich.

## Uczestnicy
| Zawodnik                | Dyscyplina          | Konkurencja                                                       | Wynik                               |
| ----------------------- | ------------------- | ----------------------------------------------------------------- | ----------------------------------- |
| Łazar Popowski          | Kajakarstwo górskie | slalom (K-1)                                                      | 16. miejsce                         |
| Wane Stojanow           | Lekkoatletyka       | 800 m mężczyzn                                                    | 58. miejsce                         |
| Ałeksandra Wojnewska    | Lekkoatletyka       | 100 m kobiet                                                      | 48. miejsce                         |
| Ałeksandar Miładinowski | Pływanie            | 100 m stylem motylkowym 200 m stylem dowolnym                     | 45. miejsce 38. miejsce             |
| Ałeksandar Małenko      | Pływanie            | 200 m stylem dowolnym                                             | 35. miejsce                         |
| Zoran Łazarowski        | Pływanie            | 200 m stylem motylkowym                                           | 27. miejsce                         |
| Wesna Stojanowska       | Pływanie            | 200 m stylem wolnym 200 m stylem motylkowym 400 m stylem dowolnym | 34. miejsce 26. miejsce 27. miejsce |
| Diwna Pesziḱ            | Strzelectwo         | Karabin pneumatyczny 10 m                                         | 44. miejsce                         |
| Sihamir Osmanow         | Zapasy              | Kategoria do 74 kg (styl wolny)                                   | 17. miejsce                         |
| Mogamed Ibragimov       | Zapasy              | Kategoria do 84 kg (styl wolny)                                   | 12. miejsce                         |